# Gap (quận)
Gap là một quận của Pháp, nằm ở tỉnh Hautes-Alpes, ở vùng Provence-Alpes-Côte d'Azur. Quận này có 23 tổng và 139 xã.

## Các đơn vị hành chính

### Các tổng
Các tổng của quận Gap là: 
1. Aspres-sur-Buëch
2. Barcillonnette
3. La Bâtie-Neuve
4. Chorges
5. Embrun
6. Gap-Campagne
7. Gap-Centre
8. Gap-Nord-Est
9. Gap-Nord-Ouest
10. Gap-Sud-Est
11. Gap-Sud-Ouest
12. Laragne-Montéglin
13. Orcières
14. Orpierre
15. Ribiers
16. Rosans
17. Saint-Bonnet-en-Champsaur
18. Saint-Étienne-en-Dévoluy
19. Saint-Firmin
20. Savines-le-Lac
21. Serres
22. Tallard
23. Veynes

### Các xã
Các xã của quận Gap, và mã INSEE là: 
| 1. Agnières-en-Dévoluy (05002)         | 2. Ancelle (05004)                        | 3. Antonaves (05005)                   | 4. Aspremont (05008)                      |
| 5. Aspres-lès-Corps (05009)            | 6. Aspres-sur-Buëch (05010)               | 7. Avançon (05011)                     | 8. Baratier (05012)                       |
| 9. Barcillonnette (05013)              | 10. Barret-sur-Méouge (05014)             | 11. Bruis (05024)                      | 12. Bréziers (05022)                      |
| 13. Buissard (05025)                   | 14. Bénévent-et-Charbillac (05020)        | 15. Chabestan (05028)                  | 16. Chabottes (05029)                     |
| 17. Champoléon (05032)                 | 18. Chanousse (05033)                     | 19. Chauffayer (05039)                 | 20. Chorges (05040)                       |
| 21. Châteauneuf-d'Oze (05035)          | 22. Châteauneuf-de-Chabre (05034)         | 23. Châteauroux-les-Alpes (05036)      | 24. Châteauvieux (05037)                  |
| 25. Crots (05045)                      | 26. Crévoux (05044)                       | 27. Embrun (05046)                     | 28. Esparron (05049)                      |
| 29. Espinasses (05050)                 | 30. Eyguians (05053)                      | 31. Forest-Saint-Julien (05056)        | 32. Fouillouse (05057)                    |
| 33. Furmeyer (05060)                   | 34. Gap (05061)                           | 35. Jarjayes (05068)                   | 36. L'Épine (05048)                       |
| 37. La Beaume (05019)                  | 38. La Bâtie-Montsaléon (05016)           | 39. La Bâtie-Neuve (05017)             | 40. La Bâtie-Vieille (05018)              |
| 41. La Chapelle-en-Valgaudémar (05064) | 42. La Cluse (05042)                      | 43. La Fare-en-Champsaur (05054)       | 44. La Faurie (05055)                     |
| 45. La Freissinouse (05059)            | 46. La Haute-Beaume (05066)               | 47. La Motte-en-Champsaur (05090)      | 48. La Piarre (05102)                     |
| 49. La Roche-des-Arnauds (05123)       | 50. La Rochette (05124)                   | 51. La Saulce (05162)                  | 52. Lagrand (05069)                       |
| 53. Laragne-Montéglin (05070)          | 54. Lardier-et-Valença (05071)            | 55. Laye (05072)                       | 56. Lazer (05073)                         |
| 57. Le Bersac (05021)                  | 58. Le Glaizil (05062)                    | 59. Le Noyer (05095)                   | 60. Le Poët (05103)                       |
| 61. Le Saix (05158)                    | 62. Le Sauze-du-Lac (05163)               | 63. Les Costes (05043)                 | 64. Les Infournas (05067)                 |
| 65. Les Orres (05098)                  | 66. Lettret (05074)                       | 67. Manteyer (05075)                   | 68. Montbrand (05080)                     |
| 69. Montclus (05081)                   | 70. Montgardin (05084)                    | 71. Montjay (05086)                    | 72. Montmaur (05087)                      |
| 73. Montmorin (05088)                  | 74. Montrond (05089)                      | 75. Monêtier-Allemont (05078)          | 76. Moydans (05091)                       |
| 77. Méreuil (05076)                    | 78. Neffes (05092)                        | 79. Nossage-et-Bénévent (05094)        | 80. Orcières (05096)                      |
| 81. Orpierre (05097)                   | 82. Oze (05099)                           | 83. Pelleautier (05100)                | 84. Poligny (05104)                       |
| 85. Prunières (05106)                  | 86. Puy-Saint-Eusèbe (05108)              | 87. Puy-Sanières (05111)               | 88. Rabou (05112)                         |
| 89. Rambaud (05113)                    | 90. Remollon (05115)                      | 91. Ribeyret (05117)                   | 92. Ribiers (05118)                       |
| 93. Rochebrune (05121)                 | 94. Rosans (05126)                        | 95. Rousset (05127)                    | 96. Réallon (05114)                       |
| 97. Saint-André-d'Embrun (05128)       | 98. Saint-André-de-Rosans (05129)         | 99. Saint-Apollinaire (05130)          | 100. Saint-Auban-d'Oze (05131)            |
| 101. Saint-Bonnet-en-Champsaur (05132) | 102. Saint-Disdier (05138)                | 103. Saint-Eusèbe-en-Champsaur (05141) | 104. Saint-Firmin (05142)                 |
| 105. Saint-Genis (05143)               | 106. Saint-Jacques-en-Valgodemard (05144) | 107. Saint-Jean-Saint-Nicolas (05145)  | 108. Saint-Julien-en-Beauchêne (05146)    |
| 109. Saint-Julien-en-Champsaur (05147) | 110. Saint-Laurent-du-Cros (05148)        | 111. Saint-Léger-les-Mélèzes (05149)   | 112. Saint-Maurice-en-Valgodemard (05152) |
| 113. Saint-Michel-de-Chaillol (05153)  | 114. Saint-Pierre-Avez (05155)            | 115. Saint-Pierre-d'Argençon (05154)   | 116. Saint-Sauveur (05156)                |
| 117. Saint-Étienne-en-Dévoluy (05139)  | 118. Saint-Étienne-le-Laus (05140)        | 119. Sainte-Colombe (05135)            | 120. Sainte-Marie (05150)                 |
| 121. Saléon (05159)                    | 122. Salérans (05160)                     | 123. Savines-le-Lac (05164)            | 124. Savournon (05165)                    |
| 125. Serres (05166)                    | 126. Sigottier (05167)                    | 127. Sigoyer (05168)                   | 128. Sorbiers (05169)                     |
| 129. Tallard (05170)                   | 130. Théus (05171)                        | 131. Trescléoux (05172)                | 132. Upaix (05173)                        |
| 133. Valserres (05176)                 | 134. Ventavon (05178)                     | 135. Veynes (05179)                    | 136. Villar-Loubière (05182)              |
| 137. Vitrolles (05184)                 | 138. Éourres (05047)                      | 139. Étoile-Saint-Cyrice (05051)       |                                           |